# رافائل شاهبازیان
رافائل شاهبازیان (Ռափայել Շահբազյան؛ زادهٔ ۲۳ ژوئن ۱۹۳۰ - درگذشته ۲۰۱۲) یک سیاستمدار اهل ارمنستان بود که از تاریخ ۱۹۹۰ تا تاریخ ۱۹۹۳ در دولت سمت وزیر محصولات غذایی و نانوایی (Grain Products) و کفیل وزیر کشاورزی ارمنستان را برعهده داشت.

## زندگی‌نامه
در ۲۳ ژوئن ۱۹۳۰ در ایروان به دنیا آمد . وی همچنین برنده نشان دوستی خلق، نشان پرچم سرخ کار، نشان برجسته افتخار و مهندس شایسته ارمنستان شوروی شده است. وی در ۲۰۱۲ در سن ۸۲ سالگی درگذشت و در آرامستان مرکزی ایروان (توخماخ) به خاک سپرده شد.